# Campania Puteolana Calcio 1989-1990
Questa voce raccoglie le informazioni riguardanti il Campania Puteolana nelle competizioni ufficiali della stagione 1989-1990.

## Rosa
| N. |                   | Ruolo | Calciatore          |
| -- | ----------------- | ----- | ------------------- |
|    | Italia (bandiera) | P     | Francesco Anellino  |
|    | Italia (bandiera) | D     | Fabrizio Bobbiesi   |
|    | Italia (bandiera) | D     | Giuseppe Bonanno    |
|    | Italia (bandiera) | C     | Massimo Cerri       |
|    | Italia (bandiera) |       | Collaro             |
|    | Italia (bandiera) | C     | Maurizio Coppola    |
|    | Italia (bandiera) | D     | Gaetano Costa       |
|    | Italia (bandiera) | P     | Vincenzo Di Filippo |
|    | Italia (bandiera) | C     | Fabio Favi          |
|    | Italia (bandiera) | D     | Salvatore Foti      |
|    | Italia (bandiera) | A     | Giorgio Lunerti     |

| N. |                   | Ruolo | Calciatore        |
| -- | ----------------- | ----- | ----------------- |
|    | Italia (bandiera) | A     | Federico Maci     |
|    | Italia (bandiera) | D     | Vincenzo Marino   |
|    | Italia (bandiera) |       | Naccari           |
|    | Italia (bandiera) | A     | Gianluca Nistri   |
|    | Italia (bandiera) | C     | Mauro Picasso     |
|    | Italia (bandiera) | C     | Stefano Sacco     |
|    | Italia (bandiera) | C     | Sandro Sciarappa  |
|    | Italia (bandiera) | C     | Michele Tomasino  |
|    | Italia (bandiera) | C     | Vincenzo Varriale |
|    | Italia (bandiera) | D     | Walter Vio        |

## Risultati

### Serie C1

#### Girone di andata
| 17 settembre 1989 1ª giornata | Brindisi | 2 – 1 | Campania Puteolana |  |

| 24 settembre 1989 2ª giornata | Campania Puteolana | 0 – 0 | Giarre |  |

| 1º ottobre 1989 3ª giornata | Casarano | 1 – 1 | Campania Puteolana |  |

| 8 ottobre 1989 4ª giornata | Campania Puteolana | 1 – 2 | Salernitana |  |

| 15 ottobre 1989 5ª giornata | Campania Puteolana | 0 – 1 | Catania |  |

| 22 ottobre 1989 6ª giornata | Perugia | 2 – 2 | Campania Puteolana |  |

| 29 ottobre 1989 7ª giornata | Campania Puteolana | 3 – 3 | Casertana |  |

| 5 novembre 1989 8ª giornata | Ternana | 3 – 1 | Campania Puteolana |  |

| 12 novembre 1989 9ª giornata | Campania Puteolana | 2 – 1 | Palermo |  |

| 19 novembre 1989 10ª giornata | Taranto | 1 – 1 | Campania Puteolana |  |

| 26 novembre 1989 11ª giornata | Campania Puteolana | 1 – 1 | Fidelis Andria |  |

| 19 dicembre 1989 12ª giornata | Ischia Isolaverde | 1 – 1 | Campania Puteolana |  |

| 10 dicembre 1989 13ª giornata | Campania Puteolana | 0 – 0 | Sambenedettese |  |

| 17 dicembre 1989 14ª giornata | Monopoli | 0 – 0 | Campania Puteolana |  |

| 30 dicembre 1989 15ª giornata | Campania Puteolana | 3 – 0 | Francavilla |  |

| 7 gennaio 1990 16ª giornata | Torres | 1 – 1 | Campania Puteolana |  |

| 14 gennaio 1990 17ª giornata | Campania Puteolana | 2 – 1 | Siracusa |  |

#### Girone di ritorno
| 28 gennaio 1990 18ª giornata | Campania Puteolana | 2 – 1 | Brindisi |  |

| 4 febbraio 1990 19ª giornata | Giarre | 3 – 0 | Campania Puteolana |  |

| 11 febbraio 1990 20ª giornata | Campania Puteolana | 2 – 2 | Casarano |  |

| 18 febbraio 1990 21ª giornata | Salernitana | 6 – 4 | Campania Puteolana |  |

| 4 marzo 1990 22ª giornata | Catania | 2 – 1 | Campania Puteolana |  |

| 11 marzo 1990 23ª giornata | Campania Puteolana | 1 – 3 | Perugia |  |

| 18 marzo 1990 24ª giornata | Casertana | 2 – 0 | Campania Puteolana |  |

| 25 marzo 1990 25ª giornata | Campania Puteolana | 0 – 1 | Ternana |  |

| 1º aprile 1990 26ª giornata | Palermo | 2 – 1 | Campania Puteolana |  |

| 8 aprile 1990 27ª giornata | Campania Puteolana | 1 – 1 | Taranto |  |

| 14 aprile 1990 28ª giornata | Fidelis Andria | 1 – 1 | Campania Puteolana |  |

| 29 aprile 1990 29ª giornata | Campania Puteolana | 0 – 0 | Ischia Isolaverde |  |

| 6 maggio 1990 30ª giornata | Sambenedettese | 1 – 0 | Campania Puteolana |  |

| 13 maggio 1990 31ª giornata | Campania Puteolana | 1 – 0 | Monopoli |  |

| 20 maggio 1990 32ª giornata | Francavilla | 2 – 1 | Campania Puteolana |  |

| 27 maggio 1990 33ª giornata | Campania Puteolana | 2 – 0 | Torres |  |

| 3 giugno 1990 34ª giornata | Siracusa | 1 – 1 | Campania Puteolana |  |